# Dagmar Ljungquist
Tora Dagmar Kristina Ljungquist, född Karlsson den 17 december 1888 i Linköping, död den 25 mars 1951 i Stockholm, var en svensk skulptör och målare. 
Dagmar Ljungquist, som var dotter till fabrikören C. J. Karlsson och hans maka, född Ohlson, gifte sig 1915 med redaktören Ivar Ljungquist.
Ljungquist studerade vid Tekniska skolan och Althins målarskola i Stockholm samt under studieresor till Frankrike, Italien och England. Hon ställde ut första gången i Stockholm 1927 och medverkade i utställningar med Sveriges allmänna konstförening, Östgöta konstförening och Föreningen Svenska Konstnärinnor. Hon deltog i ÖFK salonger 1931–1935, 1938–1941, 1943 och 1948.
Bland hennes offentliga skulpturer märks Medusa, Madonna och Soldat.
Ljungquist är representerad med en skulptur av Roald Amundsen på Östergötlands museum. Makarna Ljungquist är begravda på Västra griftegården i Linköping.